# Cheiracanthium furculatum
Cheiracanthium furculatum är en spindelart som beskrevs av Karsch 1879. Cheiracanthium furculatum ingår i släktet Cheiracanthium och familjen sporrspindlar. Inga underarter finns listade i Catalogue of Life.